# Le campane di Nagasaki (film)
Le campane di Nagasaki (長崎の鐘?, Nagasaki no kane) è un film del 1950 diretto da Hideo Ōba. È basato sull'omonimo libro del 1949, scritto da Takashi Paolo Nagai.
Il film narra le vicende di Takashi Paolo Nagai ed è ambientato a Nagasaki tra il 1932 e i giorni seguenti ai Bombardamenti atomici di Hiroshima e Nagasaki del 1945.

## Distribuzione
Il film è uscito nei cinema giapponesi il 23 settembre 1950.

### Edizione italiana
Il film fu distribuito in Italia con doppiaggio in italiano. L'edizione è a cura dei Missionari Saveriani.